# ولادیمیر باکاریچ
ولادیمیر باکاریچ (انگلیسی: Vladimir Bakarić؛ ۸ مارس ۱۹۱۲ – ۱۶ ژانویهٔ ۱۹۸۳) یک سیاست‌مدار اهل یوگسلاوی بود.